# Jessica Dimmocková
Jessica Dimmocková (nepřechýleně Dimmock; * 23. června 1978) je dokumentární fotografka a filmařka se sídlem v Brooklynu v New Yorku. Její práce The Ninth Floor (Deváté patro) dokumentovala životy skupiny mladých uživatelů heroinu v průběhu několika let.

## Vzdělání a kariéra
Dimmocková je absolventkou programu pro dokumentární fotografii a fotožurnalistiku v Mezinárodním středisku fotografie od roku 2005. Pravidelně fotografuje pro New York Times, Fortune, Newsweek a další americké časopisy. Publikovala v časopise New York, Aperture, Photo District News a British Journal of Photography. Je členkou agentury VII Photo Agency.
Projekt The Ninth Floor (Deváté patro) začala na konci roku 2004 na Manhattanu. Obchodník s drogami si na ulici všiml jejího fotoaparátu, přistoupil k ní a požádal ji, zda by mu nepořídila nějaké fotografie. Zavedl ji do budovy v okrese Flatiron, kde strávila osm měsíců fotografováním přibližně 30 lidí závislých na heroinu, kteří sdíleli společný byt. V červnu 2005 majitelé bytu narkomany vystěhovali, ale Dimmocková pokračovala ve fotografování dvou párů ještě dva roky po vystěhování. Projekt byl publikován jako video a jako kniha v roce 2007.

## Publikace

### Publikace Dimmockové
- The Ninth Floor (Deváté patro) Řím: Contrasto, 2007.

### Publikace s příspěvky od Dimmockové
- American Photography 22. AI-AP, 2006.[12]
- Flash Forward. Toronto: Magenta Foundation, 2006.
- This Day of Change. Tokyo: Kodansha, 2009.[13]
- A New American Photographic Dream. Milan: Silvana, 2010.

## Filmy
- Jessica Dimmock: The Ninth Floor (2007) – video
- Paparazzi (2010) – short film[14]
- Wait for Me (2011) – music video[15]
- Without (2011) – documentary feature film, producer, cinematographer
- The Pearl - documentary feature; co-director, cinematographer
- The Convention – documentary short film; producer, director, cinematographer

## Výstavy
- 2008: The Ninth Floor, Foley Gallery, New York City[16]
- 2008: The Ninth Floor, Randall Scott Gallery, Washington, DC[17]
- 2008: Under Influence - Intoxication and Drugs in Contemporary Art (group show), Kunsthaus Dresden, Germany[18]
- 2008: Dispatches From the Frontlines (group show), Fovea Exhibitions, Beacon, New York[19]
- 2008: The Ninth Floor, Foam Fotografiemuseum Amsterdam[20]
- 2009: The Ninth Floor, Locuslux Gallery, Belgium[21]
- 2009: The Ninth Floor, International Documentary Film Festival Amsterdam[22]
- 2009: Viewing Restricted: [Re]presenting Poverty (group show), London School of Economics, London[23]
- 2010: The Brothel Without Walls (group show), University of Toronto Art Centre for the Scotiabank Contact Photography Festival, Toronto[24]

## Ocenění
- 2006: Magnum Photos, Cena Inge Morath za novinářskou fotografii[25]
- 2006: F Award, Fabrica Forma Fotografia
- 2008: New York Photo Award in "multimedia photo/audio" category[26]
- 2010: Finalist, Best Photography Book Award, Sixty-Seventh Annual Pictures of the Year International Competition[27]
- 2016: Grand Jury Prize for Best Documentary Feature, Dallas International Film Festival, with Christopher LaMarca for The Pearl[28]
- 2017: Třetí místo, Long Form category, World Press Photo, za The Convention[29]